# Novembre 1999

## Événements
- 6 novembre : 
  - Référendum en Australie (en), 55 % des électeurs refusent de transformer l'Australie en République en remplaçant la Reine et le Gouverneur général par un président élu par le parlement.
  - Victoire 32 à 15 de l'Australie face à la France en finale de la Coupe du monde de rugby.

- 11 novembre : la Sanction Royale est donnée au House of Lords Act qui provoque d'importants changements dans la Chambre des lords du Royaume-Uni.

- 12 novembre: promulgation du Gramm-Leach-Bliley Act Financial Services Modernization Act de 1999 aux États-Unis, qui met fin à la distinction historique (en vigueur depuis 1933) entre les banques de dépôt, les banques d'investissement et les compagnies d'assurance.

- 17 novembre : modification en Suisse de l'ordonnance du 4 juillet 1984 réglementant les preuves documentaires de l'origine des marchandises en matière de commerce extérieur.

- 19 novembre : lancement de la capsule spatiale chinoise Shenzhou 1

## Naissances en novembre 1999
- 2 novembre : Amel Hammiche, lutteuse algérienne.
- 5 novembre : 
  - Martina Fidanza, coureuse cycliste italienne.
  - Loena Hendrickx, patineuse artistique belge.
  - Odette Ahirindi Menkreo, joueuse de volley-ball camerounaise.
- 9 novembre : Karol Sevilla, actrice et chanteuse mexicaine
- 10 novembre : Mehdi Benjelloun, dit Petit Biscuit, musicien français de musique électronique.
- 13 novembre : Ronisia, chanteuse cap-verdienne
- 16 novembre : Zola, rappeur français.

## Décès en novembre 1999
- 5 novembre : 
  - James Goldstone, réalisateur et producteur américain.
  - Colin Rowe, critique d'architecture britannique.
- 24 novembre : Tara Römer, acteur français (° 7 juin 1974).